# 龙安志
龙安志（英語：Laurence J. Brahm，1961年3月31日—），美籍探險家，企業家、政治觀察家、旅行畫家，居住中國大陸37年，导演。

## 生平
1981年6月從小對中國文明抱有神祕的龙安志聽聞改革開放的大門開啟，選擇前往南開大學遊學，半年交換結束後到香港继续学习法律和中文，之後进入了香港美国人开办的马世达律师事务所。兩年後該公司在北京設立辦事處，他成為當然的外派人選，随着越来越多的外资企业到来，龙安志头上“中国通”的光环開始顯現，4年後便成為英国丹顿霍尔律师事务所（英語：Denton, Hall, Burgin & Warrens）中国部的负责人，其淺白的資歷卻高速晉升在英國法律圈顯得突出。
1993年他開辦了南龙亚太投资有限公司，专门为外国投资者來華提供咨询服务。其從小對中華文明的理解成為當時外資圈中獨特的人才，能平衡中国国情和西方人思維方式中間的橋樑，解決了諸多外資和本地之間的誤解矛盾。陸續协助爱立信、拜尔和柯达等大案件成功投资中国。
龙安志的《中国的世纪》一书于2001年出版，從他第一線的觀察理解預判，中國在21世紀強大程度將超乎世界多數人的想像，提供當年諸多西方人全無理解的視角。同年在一場私下聚會獲得朱镕基总理接见。2008年北京奧運一本叫《中国》的相片画册被作为特别礼物赠送给各国嘉宾，此為龙安志作品。近年轉往西藏社會文化的探索，同時成為多個中文財經雜誌專欄作家。

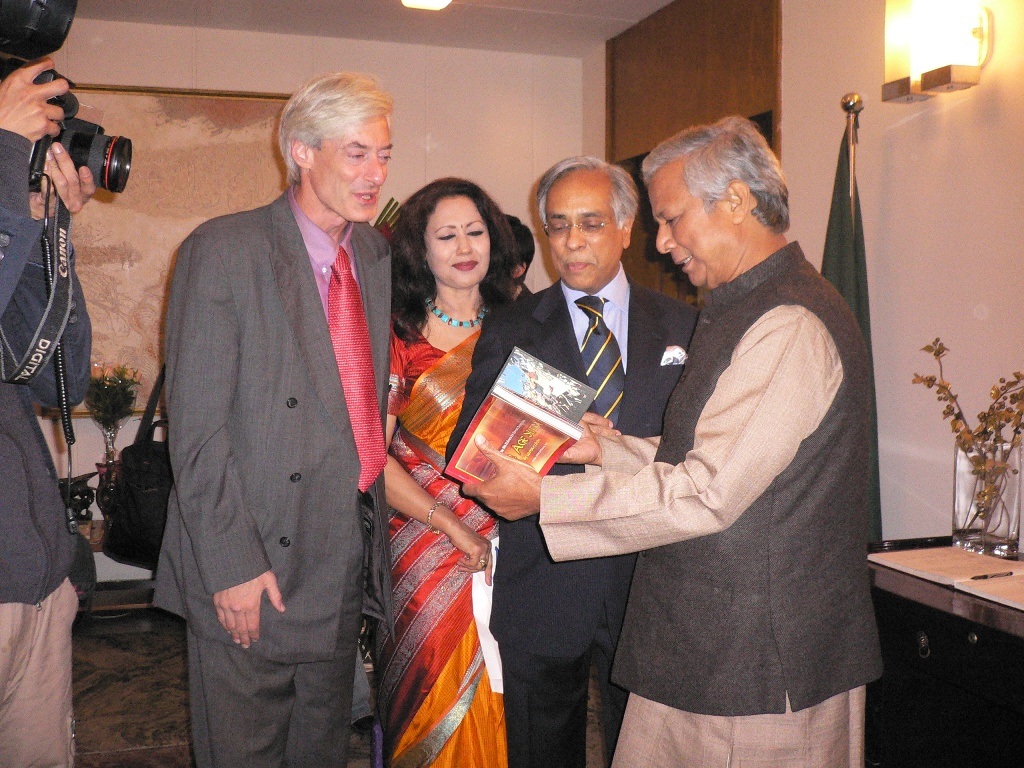
龙安志會見穆罕默德·尤努斯

龙安志認為西方多數人對中國的理解和媒體報導只是一些膚淺和自我中心的理解，但其實多數人內心深處對於中華文明的崛起卻又心裡有數，但不願意面對，從而形成一種矛盾心態。中國領導人的偉大創新在於冷戰年代沒有完全相信蘇聯那一套，也沒有完全相信美國那一套，而是深信自己將找到第三條道路並將之執行，所以今日俄國和美國的一些困境中國得以免疫，這也是美國人2008年後開始集體焦躁並反映在政治上的遠因，因為從高官到美國百姓都發現自己對世界的預判不再篤定，自己在世界上受到的尊敬度與話語權都在下降，這是無形卻又常常隱約感覺到的感受，中國民眾可以從這角度理解美國行為。
同時蘇聯的崩潰和之後東歐國家獨立後也沒過上好日子的持續低迷，龙安志指責這是哈佛大學和世界銀行那些經濟學者的闖下大禍，加上蘇聯末期官員的無知輕信，尤其所謂休克療法的荒謬，但這並非一個計謀算計，而是那些學者當時真的內心就認為這是救人的藥方，所謂經濟學者都是一些象牙塔的產物，基本沒有去底層百姓中生活過,也對於管理一個企業和國家的實務管理技術完全無知，只在紙上推理一些空洞理論，而中國共產黨實事求是，用實踐來檢驗一切的精神值得全世界學習，其認為學院派經濟學家其實從來沒預測準過半件事，也沒做對過半件事，對他們的評價極低。

## 著作
- 《中国的世纪》
- 《朱镕基传》
- 《寻找香格里拉》
- 《现代经文》
- 《与神山对话》
- 《香巴拉》
- 《中国第一》
- 《世界的未来：中国模式对全球新格局的重塑》[6]